# شهرستان ریونه
شهرستان ریونه (به لاتین: Rivne Raion) یک شهرستان در اوکراین است که در استان ریونه واقع شده‌است. شهرستان ریونه ۱٬۱۷۵ کیلومتر مربع مساحت و ۹۲٬۳۵۲ نفر جمعیت دارد.